# Casino (cocktail)
Il Casino è un all day cocktail a base di gin, maraschino e orange bitters. È un cocktail ufficiale dell'IBA.

## Storia
Le origini di questo drink sono incerte, sembrerebbe essere nato nel 1700 durante l'espansione del gin, quando i "moonshiner" (distillatori di frodo londinesi) aggiungevano lo zucchero al gin durante la distillazione, così da coprire l'odore del distillato per non attirare l'attenzione delle autorità di vigilanza, che in quel periodo chiusero molte distillerie di contrabbando. 

## Composizione
- 4 cl di dry gin (Old Tom Gin)
- 1 cl di maraschino
- 1 cl di orange bitters
- 1 cl di succo di limone fresco
- 1 ciliegia al maraschino

## Preparazione
Inserire nello shaker 4 cl di Old Tom Gin, 1 cl di maraschino, 1 cl di orange bitters e 1 cl di succo di limone fresco, agitare vigorosamente e versare nel tumbler basso con aggiunta di ghiaccio. Guarnire con una ciliegia al maraschino e una scorza di limone. Servire senza cannuccia.